# Sofia di Landsberg
Sofia di Landberg, in polacco Sophie z Landsberg, in tedesco Sophie von Landsberg, (1259 circa – 24 agosto 1318) fu una principessa tedesca della dinastia Wettin e, per matrimonio, duchessa di Głogów.
Era la figlia maggiore di Teodorico il Saggio, margravio di Landsberg e della moglie Elena, figlia di Giovanni I margravio di Brandeburgo.

## Biografia
Il 24 ottobre 1266 fu stipulato ad Augusta dal duca Ludovico II di Alta Baviera un accordo, in virtù del quale impegnava diversi possedimenti per conto del suo protetto e nipote Corrado, re di Sicilia e Gerusalemme, allo scopo di pagare le spese sostenute in relazione al matrimonio celebrato tra Corradino e Sofia (che all'epoca aveva sette o otto anni) e che ebbe luogo tra la fine di ottobre e l'inizio di settembre di quell'anno, probabilmente nella città di Bamberga o Norimberga. L'unione fu celebrata per procura (desponsatio per procuratinem), perché il re quattordicenne era assente in quel momento. Al suo posto il duca Ludovico II fece le veci dello sposo e firmò il contratto di matrimonio.
Corradino non vide mai la sua sposa: poco dopo il matrimonio, partì con il suo amico Federico I di Baden-Baden in Italia con lo scopo di far valere i suoi diritti ereditari trasmessi del nonno Federico II e due anni dopo, il 29 ottobre 1268, l'ultimo maschio legittimo della dinastia Hohenstaufen, fu decapitato in Piazza del Mercato di Napoli.
La validità del matrimonio tra Corradino e Sofia è oggetto del dibattito tra gli storici. Secondo alcuni di loro, il contratto firmato da Ludovico II era solo una promessa di matrimonio e non una vera cerimonia matrimoniale, perché a quel tempo Sofia era ancora una bambina (aveva quasi sette anni) e Corradino non la vide mai; questa versione è supportata dal fatto che il cronista Bartolomeo di Neocastro trovò un messaggio di Corradino inviato a Giovanni Frangipane, nel cui castello si rifugiò dopo la battaglia di Tagliacozzo, dove promise di sposarsi con sua figlia in cambio del suo aiuto contro Carlo I d'Angiò. Tuttavia altri storici hanno sostenuto l'idea che Sofia e Corradino fossero, in realtà, legalmente sposati, perché il contratto firmato da Ludovico II era, chiaramente, un matrimonio per procura con tutti gli obblighi legali.
Nel 1271 la dodicenne Sofia si sposò con Corrado I di Slesia, vedovo di quasi quarant'anni. Non ebbero figli.
Dopo la morte di Corrado I nel 1274, Sofia tornò in patria e divenne suora nel monastero di Santa Clara a Weissenfels, dove in seguito venne eletta badessa. Sofia ricoprì questo incarico fino alla sua morte.

## Ascendenza
|                                        |                                         |                                                     | Genitori                                          |  |  | Nonni |  |  | Bisnonni                             |  |  | Trisnonni                            |  |
|                                        |                                         |                                                     |                                                   |  |  |       |  |  | Teodorico I, XXI margravio di Meißen |  |  | Ottone II, XVIII margravio di Meißen |  |
|                                        |                                         |                                                     |                                                   |  |  |       |  |  | Teodorico I, XXI margravio di Meißen |  |  | Ottone II, XVIII margravio di Meißen |  |
|                                        |                                         | Edvige di Brandeburgo                               |                                                   |  |  |       |  |  | Teodorico I, XXI margravio di Meißen |  |  |                                      |  |
| Enrico III, XXII margravio di Meißen   |                                         |                                                     |                                                   |  |  |       |  |  | Teodorico I, XXI margravio di Meißen |  |  |                                      |  |
|                                        |                                         | Jutta di Turingia                                   | Ermanno I, VIII langravio di Turingia             |  |  |       |  |  |                                      |  |  |                                      |  |
|                                        |                                         | Jutta di Turingia                                   | Ermanno I, VIII langravio di Turingia             |  |  |       |  |  |                                      |  |  |                                      |  |
|                                        |                                         | Jutta di Turingia                                   | Sofia di Sommerschenburg                          |  |  |       |  |  |                                      |  |  |                                      |  |
| Teodorico, I margravio di Landsberg    |                                         | Jutta di Turingia                                   |                                                   |  |  |       |  |  |                                      |  |  |                                      |  |
|                                        |                                         | Leopoldo VI, IV duca d'Austria e III duca di Stiria | Leopoldo V, II duca d'Austria e II duca di Stiria |  |  |       |  |  |                                      |  |  |                                      |  |
|                                        |                                         | Leopoldo VI, IV duca d'Austria e III duca di Stiria | Leopoldo V, II duca d'Austria e II duca di Stiria |  |  |       |  |  |                                      |  |  |                                      |  |
|                                        |                                         | Leopoldo VI, IV duca d'Austria e III duca di Stiria | Elena d'Ungheria                                  |  |  |       |  |  |                                      |  |  |                                      |  |
| Costanza d'Austria                     |                                         | Leopoldo VI, IV duca d'Austria e III duca di Stiria |                                                   |  |  |       |  |  |                                      |  |  |                                      |  |
|                                        |                                         | Teodora Angelina                                    | Isacco Comneno Vatatzes                           |  |  |       |  |  |                                      |  |  |                                      |  |
|                                        |                                         | Teodora Angelina                                    | Isacco Comneno Vatatzes                           |  |  |       |  |  |                                      |  |  |                                      |  |
|                                        |                                         | Teodora Angelina                                    | Anna Angelina                                     |  |  |       |  |  |                                      |  |  |                                      |  |
| Sofia di Landsberg                     |                                         | Teodora Angelina                                    |                                                   |  |  |       |  |  |                                      |  |  |                                      |  |
|                                        | Alberto II, IV margravio di Brandeburgo | Ottone I, II margravio di Brandeburgo               |                                                   |  |  |       |  |  |                                      |  |  |                                      |  |
|                                        | Alberto II, IV margravio di Brandeburgo | Ottone I, II margravio di Brandeburgo               |                                                   |  |  |       |  |  |                                      |  |  |                                      |  |
|                                        | Alberto II, IV margravio di Brandeburgo | Adele d'Olanda                                      |                                                   |  |  |       |  |  |                                      |  |  |                                      |  |
| Giovanni I, V margravio di Brandeburgo | Alberto II, IV margravio di Brandeburgo |                                                     |                                                   |  |  |       |  |  |                                      |  |  |                                      |  |
|                                        |                                         | Matilde di Lusazia                                  | Corrado II, XXI margravio di Lusazia              |  |  |       |  |  |                                      |  |  |                                      |  |
|                                        |                                         | Matilde di Lusazia                                  | Corrado II, XXI margravio di Lusazia              |  |  |       |  |  |                                      |  |  |                                      |  |
|                                        |                                         | Matilde di Lusazia                                  | Elisabetta di Polonia                             |  |  |       |  |  |                                      |  |  |                                      |  |
| Elena di Brandeburgo                   |                                         | Matilde di Lusazia                                  |                                                   |  |  |       |  |  |                                      |  |  |                                      |  |
|                                        |                                         | Valdemaro II, re di Danimarca                       | Valdemaro I, re di Danimarca                      |  |  |       |  |  |                                      |  |  |                                      |  |
|                                        |                                         | Valdemaro II, re di Danimarca                       | Valdemaro I, re di Danimarca                      |  |  |       |  |  |                                      |  |  |                                      |  |
|                                        |                                         | Valdemaro II, re di Danimarca                       | Sofia di Minsk                                    |  |  |       |  |  |                                      |  |  |                                      |  |
| Sofia di Danimarca                     |                                         | Valdemaro II, re di Danimarca                       |                                                   |  |  |       |  |  |                                      |  |  |                                      |  |
|                                        |                                         | Berengaria del Portogallo                           | Sancho I, re del Portogallo                       |  |  |       |  |  |                                      |  |  |                                      |  |
|                                        |                                         | Berengaria del Portogallo                           | Sancho I, re del Portogallo                       |  |  |       |  |  |                                      |  |  |                                      |  |
|                                        |                                         | Berengaria del Portogallo                           | Dolce di Barcellona                               |  |  |       |  |  |                                      |  |  |                                      |  |
|                                        |                                         | Berengaria del Portogallo                           |                                                   |  |  |       |  |  |                                      |  |  |                                      |  |